# Rajbek Bisultanov
Rajbek Bisultanov –en ruso, Райбек Бисултанов– (29 de mayo de 1995) es un deportista danés de origen checheno que compite en lucha grecorromana. Ganó una medalla de oro en el Campeonato Europeo de Lucha de 2019, en la categoría de 82 kg.

## Palmarés internacional
| Campeonato Europeo | Campeonato Europeo | Campeonato Europeo | Campeonato Europeo |
| Año                | Lugar              | Medalla            | Categoría          |
| ------------------ | ------------------ | ------------------ | ------------------ |
| 2019               | Bucarest (Rumania) | Medalla de oro     | 82 kg              |